# حکم (فیلم ۱۹۷۴)
حکم (انگلیسی: Verdict) فیلمی در ژانر درام به کارگردانی آندره کایات است که در سال ۱۹۷۴ منتشر شد. از بازیگران آن می‌توان به سوفیا لورن، ژان گابن، ژیزل کزدزو و اومبرتو اورسینی اشاره کرد.